# Championnat d'Allemagne féminin de football 2008-2009
Navigation
Édition précédente Édition suivante
La Frauen-Bundesliga 2008-2009 est la 36e édition du championnat d'Allemagne féminin de football.
Le premier niveau du championnat féminin oppose douze clubs allemands en une série de vingt-deux rencontres jouées durant la saison de football. La compétition débute le 6 septembre 2008 et s'achève le 7 juin 2009.
Les deux premières places du championnat sont qualificatives pour la Ligue des champions féminine de l'UEFA alors que les deux dernières places sont synonymes de relégation en 2. Frauen-Bundesliga.
Lors de l'exercice précédent, le HSV Borussia Friedenstal et le FF USV Iéna ont gagné le droit d'évoluer dans cette compétition après avoir fini premiers de leurs groupes respectifs de 2. Frauen-Bundesliga.
Le FFC Francfort, champion d'Allemagne et d'Europe en 2008, est rejoint par le FCR Duisbourg, vice-champion d'Allemagne la saison précédente, et seront les représentants allemands en Coupe féminine de l'UEFA 2008-2009.
À l'issue de la saison, le FFC Turbine Potsdam décroche le troisième titre de champion d'Allemagne de son histoire. Dans le bas du classement, le HSV Borussia Friedenstal et le TSV Crailsheim, sont relégués.
| \| SC Bad Neuenahr Bayern Munich TSV Crailsheim FCR Duisbourg SG Essen-Schönebeck FFC Francfort SC Fribourg Hambourg SV HSV Borussia Friedenstal FF USV Iéna FFC Turbine Potsdam VfL Wolfsbourg \| Localisation des clubs engagés dans le championnat. |
| SC Bad Neuenahr Bayern Munich TSV Crailsheim FCR Duisbourg SG Essen-Schönebeck FFC Francfort SC Fribourg Hambourg SV HSV Borussia Friedenstal FF USV Iéna FFC Turbine Potsdam VfL Wolfsbourg                                                           |

## Participants
Ce tableau présente les douze équipes qualifiées pour disputer le championnat 2008-2009. On y trouve le nom des clubs, la date de création du club, l'année de la dernière montée au sein de l'élite, leur classement de la saison précédente, le nom des stades ainsi que la capacité de ces derniers.
Légende des couleurs
- Qualifié pour le second tour de la Coupe féminine de l'UEFA 2008-2009.
- Promu de 2. Frauen-Bundesliga.

| Nom du club              | Date de création | Dernière montée | Cls 2008 | Stade                      | Capacité | Nb T. |
| ------------------------ | ---------------- | --------------- | -------- | -------------------------- | -------- | ----- |
| FFC Francfort            | 1973             | 1990            | 1        | Stadion am Brentanobad     | 5 200    | 7     |
| FCR Duisbourg            | 1977             | 1993            | 2        | PCC-Stadion                | 3 000    | 1     |
| FFC Turbine Potsdam      | 1971             | 1994            | 3        | Karl-Liebknecht-Stadion    | 10 499   | 2     |
| Bayern Munich            | 1970             | 2000            | 4        | Sportpark Aschheim         | 3 000    | 1     |
| SC Bad Neuenahr          | 1907             | 1997            | 5        | Apollinarisstadion         | 4 580    | 1     |
| VfL Wolfsbourg           | 1973             | 2006            | 6        | VfL-Stadion am Elsterweg   | 17 600   | /     |
| SG Essen-Schönebeck      | 2000             | 2004            | 7        | Stadion Essen              | 20 650   | /     |
| SC Fribourg              | 1975             | 2001            | 8        | Möslestadion               | 18 000   | /     |
| TSV Crailsheim           | 1971             | 2006            | 9        | Schönebürgstadion          | 5 500    | /     |
| Hambourg SV              | 1970             | 2003            | 10       | Wolfgang-Meyer-Sportanlage | 2 018    | /     |
| HSV Borussia Friedenstal | 1953             | 2008            | 2.FB     | Ludwig-Jahn-Stadion        | 18 400   | /     |
| FF USV Iéna              | -                | 2008            | 2.FB     | Ernst-Abbe-Sportfeld       | 12 630   | /     |

## Compétition

### Classement
Le classement est calculé avec le barème de points suivant : une victoire vaut trois points, le match nul un et la défaite zéro.
Les critères utilisés pour départager en cas d'égalité au classement sont les suivants :
1. différence entre les buts marqués et les buts concédés sur la totalité des matchs joués dans le championnat ;
2. plus grand nombre de buts marqués sur la totalité des matchs joués dans le championnat.

| Rang | Équipe                     | Pts | J  | G  | N | P  | Bp | Bc | Diff |
| ---- | -------------------------- | --- | -- | -- | - | -- | -- | -- | ---- |
| 1    | FFC Turbine Potsdam        | 54  | 22 | 17 | 3 | 2  | 67 | 19 | +48  |
| 2    | Bayern Munich              | 54  | 22 | 17 | 3 | 2  | 69 | 22 | +47  |
| 3    | FCR Duisbourg              | 53  | 22 | 17 | 2 | 3  | 86 | 20 | +66  |
| 4    | FFC Francfort T C          | 45  | 22 | 14 | 3 | 5  | 58 | 25 | +33  |
| 5    | SG Essen-Schönebeck        | 30  | 22 | 9  | 3 | 10 | 46 | 39 | +7   |
| 6    | Hambourg SV                | 29  | 22 | 9  | 2 | 11 | 53 | 49 | +4   |
| 7    | SC Fribourg                | 29  | 22 | 9  | 2 | 11 | 36 | 53 | -17  |
| 8    | VfL Wolfsbourg             | 27  | 22 | 8  | 3 | 11 | 53 | 48 | +5   |
| 9    | FF USV Iéna P              | 23  | 22 | 7  | 2 | 13 | 32 | 56 | -24  |
| 10   | SC Bad Neuenahr            | 18  | 22 | 5  | 3 | 14 | 26 | 74 | -48  |
| 11   | HSV Borussia Friedenstal P | 14  | 22 | 4  | 2 | 16 | 23 | 79 | -56  |
| 12   | TSV Crailsheim             | 5   | 22 | 1  | 2 | 19 | 14 | 79 | -65  |

| Légende : | Légende : |
| --------- | --- |
|           | Qualifié pour la Ligue des champions 2009-2010 (Seizièmes de finale). |
|           | Qualifié pour la Ligue des champions 2009-2010 (Tour de qualification). |
|           | Relégué en 2. Frauen-Bundesliga. |
|           | T Tenant du titre. P Promu de 2. Frauen-Bundesliga. C Vainqueur de la DFB-Pokal Frauen 2008-2009. Pts points ; G victoires ; N match nuls ; P défaites Bp buts marqués ; Bc buts encaissés ; Diff différence de buts |

### Résultats
| Résultats (▼dom., ►ext.)                                   | Bad | ByM | Cra | Dui | Ess | Fra | Fri | Ham | Her | Ién | Tur | Wol |
| SC Bad Neuenahr                                            |     | 0-2 | 5-1 | 0-4 | 1-1 | 0-5 | 3-0 | 1-5 | 0-4 | 2-1 | 2-2 | 0-5 |
| Bayern Munich                                              | 8-1 |     | 4-1 | 0-4 | 2-0 | 1-0 | 5-5 | 2-1 | 7-0 | 3-0 | 2-1 | 3-3 |
| TSV Crailsheim                                             | 1-3 | 0-3 |     | 0-7 | 1-4 | 1-5 | 0-3 | 1-7 | 2-2 | 0-2 | 0-2 | 1-3 |
| FCR Duisbourg                                              | 6-1 | 1-2 | 8-0 |     | 2-3 | 5-0 | 5-0 | 5-2 | 3-1 | 3-0 | 0-3 | 4-0 |
| SG Essen-Schönebeck                                        | 8-1 | 2-2 | 4-0 | 0-3 |     | 1-3 | 1-2 | 4-0 | 4-0 | 0-3 | 1-5 | 3-1 |
| FFC Francfort                                              | 1-0 | 1-0 | 2-0 | 1-2 | 2-2 |     | 4-1 | 5-0 | 8-0 | 4-1 | 1-2 | 4-2 |
| SC Fribourg                                                | 0-2 | 1-5 | 1-3 | 0-3 | 3-2 | 2-1 |     | 2-2 | 3-1 | 4-1 | 0-1 | 2-1 |
| Hambourg SV                                                | 9-2 | 0-3 | 1-1 | 3-4 | 0-1 | 0-2 | 0-1 |     | 5-1 | 2-1 | 1-3 | 3-2 |
| HSV Borussia Friedenstal                                   | 3-2 | 0-5 | 2-0 | 0-6 | 0-4 | 0-3 | 2-1 | 1-4 |     | 3-4 | 0-4 | 1-6 |
| FF USV Iéna                                                | 5-0 | 0-2 | 1-0 | 0-7 | 3-1 | 1-1 | 2-1 | 2-3 | 2-2 |     | 0-5 | 1-4 |
| FFC Turbine Potsdam                                        | 3-0 | 0-3 | 4-0 | 2-2 | 4-0 | 2-2 | 7-1 | 3-1 | 3-0 | 3-2 |     | 3-0 |
| VfL Wolfsbourg                                             | 0-0 | 1-5 | 6-1 | 2-2 | 1-0 | 2-3 | 2-3 | 2-4 | 3-0 | 6-0 | 1-5 |     |
| - Victoire à domicile - Match nul - Victoire à l'extérieur |     |     |     |     |     |     |     |     |     |     |     |     |

## Bilan de la saison
| Championnat d'Allemagne féminin de football 2008-2009 |                                |
| Champion                                              | FFC Turbine Potsdam (3e titre) |
| Dauphin                                               | Bayern Munich                  |
| Coupes et trophées                                    |                                |
| Vainqueur DFB-Pokal Frauen 2008-2009                  | FFC Francfort                  |
| Qualifications continentales                          |                                |
| Ligue des champions 2009-2010                         | FFC Turbine Potsdam            |
| Ligue des champions 2009-2010                         | Bayern Munich                  |
| Ligue des champions 2009-2010                         | FCR Duisbourg                  |
| Promotions et relégations                             |                                |
| Promus en Frauen-Bundesliga                           | Tennis Borussia Berlin         |
| Promus en Frauen-Bundesliga                           | FC Sarrebruck                  |
| Relégués en 2. Frauen-Bundesliga                      | HSV Borussia Friedenstal       |
| Relégués en 2. Frauen-Bundesliga                      | TSV Crailsheim                 |

## Statistiques
| Cls | Joueuse            | Club                | Buts |
| --- | ------------------ | ------------------- | ---- |
| 1   | Inka Grings        | FCR Duisbourg       | 29   |
| 2   | Anja Mittag        | FFC Turbine Potsdam | 21   |
| 2   | Martina Müller     | VfL Wolfsbourg      | 21   |
| 4   | Nina Aigner        | Bayern Munich       | 17   |
| 5   | Kerstin Garefrekes | FFC Francfort       | 14   |
| 6   | Shelley Thompson   | VfL Wolfsbourg      | 13   |
| 7   | Melanie Hoffmann   | SG Essen-Schönebeck | 12   |
| 7   | Kim Kulig          | Hambourg SV         | 12   |
| 7   | Tanja Vreden       | Hambourg SV         | 12   |
| 10  | Susanne Hartel     | SC Fribourg         | 11   |